# Mausoleo de Sun Yat-sen
El mausoleo de Sun Yat-sen es un gran mausoleo construido en la ciudad de Nankín, en la provincia de Jiangsu de la República Popular China como lugar de enterramiento de Sun Yat-sen (1866-1925), primer presidente de la República de China y considerado el padre de la China moderna. El mausoleo fue diseñado por el arquitecto Lu Yanzhi en la ladera de las montañas Púrpura, con una superficie de aproximadamente 80 000 m² y forma de campana, con la que se quiso simbolizar la manera en que Sun despertó la conciencia de los chinos. Fue construido entre 1926 y 1929 y Sun fue trasladado el 1 de julio de 1929.
El monumento consta de tres arcos realizados en mármol, que ocupan un largo paseo con árboles. En los arcos se puede leer una inscripción con un texto del propio Sun: «La nación es la nación del pueblo y todos deben servir a la nación de forma desinteresada». La entrada al mausoleo se realiza por una escalera de 392 escalones. Sobre la tumba está situada una estatua de 4,6 metros de alto, del propio Sun, realizada con mármol blanco italiano.